# Дігтярне (Сумський район)
Дігтя́рне — село в Україні, у Білопільській міській громаді Сумського району Сумської області. Населення становить 19 осіб. До 2018 орган місцевого самоврядування - Ободівська сільська рада.

## Географія
Село Дігтярне розташоване між річками Павлівка та Крига. Примикає до села Ободи.
Поруч пролягає кордон з Росією.

## Історія
Село постраждало внаслідок геноциду українського народу, проведеного урядом СССР 1923–1933 та 1946–1947 роках.
12 червня 2020 року, відповідно до розпорядження Кабінету Міністрів України № 723-р «Про визначення адміністративних центрів та затвердження територій територіальних громад Сумської області», село увійшло до складу Білопільської міської громади.
19 липня 2020 року, в результаті адміністративно-територіальної реформи та ліквідації Білопільського району, село увійшло до складу новоутвореного Сумського району.